# Weird fiction
Weird fiction é um subgênero de ficção especulativa originada no final do século XIX e início do século XX. A Weird fiction evita ou reinterpreta radicalmente fantasmas, vampiros, lobisomens e outros antagonistas tradicionais da ficção de terror sobrenatural. Escritores que falam sobre ficção estranha, como China Miéville, às vezes usam "o tentáculo" para representar esse tipo de escrita. O tentáculo é um tipo de membro ausente da maioria dos monstros do folclore europeu e da ficção gótica, mas frequentemente ligado às criaturas monstruosas criadas por escritores de ficção estranhos, como William Hope Hodgson, MR James e HP Lovecraft. A ficção esquisita muitas vezes tenta inspirar admiração e medo em resposta às suas criações ficcionais, fazendo com que comentaristas como Miéville parafraseie Goethe ao dizer que a ficção esquisita evoca um senso de numinoso. Embora a "Weird fiction" tenha sido usada principalmente como uma descrição histórica para obras durante os anos 1930, ela ressurgiu nas décadas de 1980 e 1990, sob os rótulos de New Weird e Slipstream, que continua no século XXI.